# ヤニ・リーマタイネン
ヤニ・リーマタイネン（Jani Liimatainen、1980年9月9日 - ）はフィンランド・ケミ出身のミュージシャン（ギタリスト）。現在はケインズ・オファリングのギタリストで、ソナタ・アークティカの前ギタリストである。

## 略歴
1980年9月9日、フィンランドの北部、ラッピ州ケミに生まれる。ガンズ・アンド・ローゼズやメタリカに触発され、12歳でギターを始める。当初は王道のロックギタースタイルを標榜していたが、イングヴェイ・マルムスティーンの音楽に触れたことで、それまでのギタースタイルが一変し、1日6～10時間もの練習を続け、高度な演奏技術を身に付ける。
1996年にTricky Beans(後のソナタ・アークティカ)に加入。自身の本格的なバンド経験はこれが最初であった。1997年に、Tricky Meansにバンド名を変更。最終的にソナタ・アークティカと名乗るようになり、音楽性も当初のものより、メロディックで、ドラマティックなパワー・メタルへと変貌を遂げていった。1999年に4曲入りのデモを製作。このデモがフィンランドのHR/HM専門レーベル、スパインファーム・レコードの目に留まり契約。同年秋アルバム「Ecliptica」でアルバムデビュー。翌年3月には日本盤もリリースされた。その後4枚のアルバムを重ね、ソナタ・アークティカのギタリストとして、華麗で技巧的な彼のギタープレイは、バンドサウンドに欠かせないものとして高い評価を獲得する。
しかし2007年8月、ソナタ・アークティカのオフィシャルサイトにてヤニ・リーマタイネンの脱退が発表される。これは、音楽的方向性の違いと自身の兵役問題が重なったための脱退であった。同年10月には、ポール・ディアノのフィンランドツアーにサポートギタリストとして参加。2009年7月、ソナタ脱退より2年を経て新バンドケインズ・オファリング (Cain's Offering)にてアルバム『Gather the Faithful』をリリース。日本のメタルフェスティバル、LOUD PARKにも参加し、本格的なシーン復帰を果たした。
2015年秋からインソムニウムのライヴセッションギタリストとしてツアーに参加した。
2017年、元ナイトウィッシュのスウェーデン人ボーカリスト、アネット・オルゾンと共にプロジェクト、ザ・ダーク・エレメントを結成。２枚のスタジオアルバムをリリースし、来日公演も行った。